# Apanteles caniae
Apanteles caniae är en stekelart som beskrevs av Wilkinson 1928. Apanteles caniae ingår i släktet Apanteles och familjen bracksteklar. Inga underarter finns listade i Catalogue of Life.